# 唐群英
唐群英（1871年12月8日—1937年6月3日），女，字希陶，号恭懿，湖南省衡山县新桥镇黄泥町人。中国清末民初女界领袖。

## 生平

### 革命生涯
1871年12月8日，唐群英生于湖南省衡山县新桥镇黄泥町的一个武将家庭。1890年，唐群英19岁时，其父逝世。20岁时，唐群英遵照其母之言嫁给湘乡县荷叶乡（今属双峰县）的曾国藩堂弟曾传纲。此后她结识秋瑾、葛健豪。27岁时，她因女儿夭折，丈夫去世，遂打破过去寡妇在夫家守节的传统，离开夫家，回到娘家，在其“是吾家”书屋读书。1901年秋，她听秋瑾言及亲历八国联军进犯北京的情景，慨然说道：“国之兴亡，匹妇亦应责无旁贷。不是天下兴亡，匹夫有责，而是人皆有责！”。

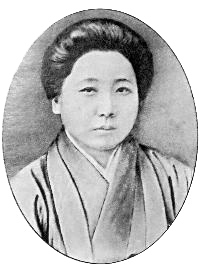
唐群英和服照，1906年攝於日本

1904年秋，唐群英得知秋瑾赴日留学后，也前往日本留学。在日本，她自费入青山实践女校，秋瑾為其同学。两年后，她转入成女高等学校师范科，后因成绩好而被湖南官方改为官费生。 在日本期间，1905年5月，经赵恒惕介绍，她加入华兴会，是该会当时唯一的女会员。7月，她经黄兴介绍而结识了孙中山。8月，华兴会、兴中会等革命组织合并成立中国同盟会，她成了中国同盟会第一位女会员。1906年7月，她和王昌国发起成立留日女学生会，她当选该会书记。1906年10月，黄兴、宁调元在日本创办《洞庭波》，唐群英积极为该刊物撰稿。1907年12月，唐群英从成女高等学校师范科毕业。
1908年2月，唐群英从日本回国，奉孙中山之命，找到已经回国的中国同盟会会员张汉英、陈荆，先后在湖南湘乡县、衡山县、醴陵县以及江西西部等地策划组织武装起义，并且在1909年先后组织了在湘乡县永丰镇、湘潭县花石镇的两次武装起义，但均告失败。1910年6月，经黄兴安排，她再次赴日考入东京音乐专科学校，同时在中国留日女学生中开展运动。
1911年秋，她归国和张汉英在上海筹组女子北伐队。同年10月10日武昌起义爆发后，她将黄兴护送到武昌。不久，她和张汉英组织女子后援会，向各界募集钱物以支援民军。11月初，江苏、浙江组织了江浙联军进行北伐。唐群英所率的女子北伐队列入了江浙联军编制。11月下旬，江浙联军进抵南京，女子北伐队与何奇伍团奉命于玄武门进行助攻，成功攻入玄武门。此后南京光复。中华民国成立后，1912年2月1日，南京临时政府召开庆功会，会上孙中山称赞唐群英“不愧是创立民国的巾帼英雄”，总统府授其二等嘉禾章以示嘉奖。

### 女界运动
1912年2月初，南京临时参议院起草《中华民国临时约法》。当时约法草案中无“男女平等”的条文。唐群英以女子后援会会长的名义，和张汉英在2月20日于南京筹组中华民国女子参政同盟会，其目的為“要求中央政府给还女子参政权”。2月26日，她向南京临时参议院提交了《女界代表唐群英等上参议院书》。4月8日，中华民国女子参政同盟会在南京成立，成立会上通过了唐群英起草的《女子参政同盟会简章》，确定该会政纲为十一条：
- （一）实行男女权利均等；
- （二）实行普及女子教育；
- （三）改良家庭习惯；
- （四）禁止买卖奴婢；
- （五）实行一夫一妇制度；
- （六）禁止无故离婚；
- （七）提倡女子实业；
- （八）实行慈善；
- （九）实行强迫放脚；
- （十）改良女子装饰；
- （十一）禁止强迫卖娼。

会后，《女子参政同盟会宣言书》发表。
中国同盟会总部迁到北京後，唐群英和王昌国、沈佩贞等人同赴北京，继续要求北京临时参议院承认女子参政权。然而在中国同盟会领导人宋教仁等改组派的纵容下，中国同盟会政纲中“主张男女平权”的内容遭到删除。唐群英遂冲进改组会议的会场，进行强烈抗议。1912年8月25日国民党成立大会在北京湖广会馆召开时，新的国民党党纲中仍然没有“男女平权”的内容，唐群英遂在国民党成立大会上来到主席台上质问宋教仁，宋教仁支吾不能答，唐群英遂揪住宋教仁的头发向宋左右颊掌击，全场大骇，林森想出面调解，但还未说话也被打了一耳光。于是，有人提议将“男女平权”补入党纲，主席主持表决，只有少数人举手赞成而未获通过:235。随后，唐群英写了《驳诘同盟会传单》，抨击宋教仁等人。8月27日，唐群英和沈佩贞拜见孙中山，并面交书信。9月2日，孙中山派人给唐群英送来了他亲笔写下的复信。信中称：
同盟会女同志公鉴：
来函敬悉。男女平权一事，文极力鼓吹，而且率先实行。试观文到京以来，总统府公宴，参议公宴，皆女客列上位可证也。至党纲删去男女平权之条，乃多数男人之公意，非少数人可能挽回，君等专以一、二理事人为难，无益也。文之意，今日女界宜专由女子发起女子之团体，提倡教育，使女界知识普及，力量乃宏，然后始可与男子争权，则必能得胜也。未知诸君以为然否？更有一言奉献：切勿依赖男子代为出力，方不为男子所利用也。此复，并期努力进行。
孙文谨启
九月二日
9月4日，唐群英发表《女子参政同盟会代表唐群英宣言书》，此后她劝说女界领袖不再于国民党内纠缠，而是和国民党一起对付袁世凯。9月5日，唐群英分别拜见了宋教仁、林森，为8月25日的失礼致歉，宋、林二人均表示理解。此后，唐群英在北京设立中华民国女子参政同盟会本部，并任本部总理。她和该会实业部长沈佩贞、教育部长王昌国在北京创办了女子工艺厂、中央女学校。她还创办《女子白话报》、《亚东丛报》，复刊《神州女报》。1912年12月9日，唐群英得知北京临时参议院否决了她和其他女界领袖提交的要求补订《女子选举法》的意见后，在与议长吴景濂的辩论中称：“凡反对女子参政者，将来必有最后之对付办法。袁大总统不赞成女子有参政权，亦必不承认袁为大总统！”后来，她在《女子白话报》上发文抨击袁世凯政府。1913年11月4日，袁世凯下令取缔中华民国女子参政同盟会并查封《女子白话报》，禁止湖南《女权日报》在北京发行，对唐群英悬赏一万银元加以通缉。唐群英因事先得知消息而逃走，幸免于难。
1924年，主政湖南的赵恒惕推行立宪自治，她与王昌国、葛健豪等人倡议恢复了湖南女界联合会，最终使湖南省宪政委员会同意在《湖南省宪法》中列入如下条文：“无论男女，人民在法律上一律平等，二十一岁以上男女有选举权和被选举权，享有受义务教育以上的各级教育权”。
1912年10月到1930年，唐群英先后在北京、长沙、衡山等地创办中央女学校、长沙女子法政学校、自强女子职业学校等十家学校。1926年，湖南衡山县爆发农民运动，她支持原红茶亭女校的学生和当时在岳北女子实业学校的学生以及其他妇女共同“闹祠堂”，以实际行动争取女权。
由于办女学用尽了家产，唐群英晚年十分潦倒。原中国同盟会会员张继、仇鳌、戴季陶知道后，于1935年5月请她到南京，并促使国民党当局任命她为中国国民党中央党史编纂委员会委员，每月发给她二百元津贴。
1936年秋，唐群英返回家乡。1937年6月3日，唐群英在家乡逝世，享年66岁。

## 影视作品
- 《一代女魂唐群英》：田海蓉扮演唐群英，王嘉扮演沈佩贞，霍青扮演宋教仁，获北欧国际电影节最佳导演奖、最佳女主角奖、最佳服装奖、最佳发型和化妆奖四项提名[8][9]。